# Bürgerschaftswahlbereiche in Bremen

Wahlbezirke im Land Bremen

Die beiden Bürgerschaftswahlbereiche in Bremen sind die Wahlkreise zur Wahl der Bremischen Bürgerschaft. Der Wahlbereich Bremen umfasst das Gebiet der Stadtgemeinde Bremen, der Wahlbereich Bremerhaven das der Stadtgemeinde Bremerhaven. Der Bremischen Bürgerschaft gehören 84 Abgeordnete an. Hiervon werden 69 im Wahlbereich Bremen und 15 im Wahlbereich Bremerhaven gewählt.
Die Wahl erfolgt getrennt nach den beiden Wahlbereichen in einer Listenwahl nach dem Verhältniswahlrecht. Dies führt zu der bundesweiten Besonderheit, dass auch die Fünf-Prozent-Hürde getrennt nach den Wahlbereichen angewendet wird und ein Ergebnis über 5 % in einem der beiden Wahlbereiche dazu führt, dass die betreffende Partei Mitglieder in die Bürgerschaft entsendet, auch wenn sie auf Ebene des Landes unterhalb von 5 % liegt. Auch rücken im Falle des Ausscheidens aus der Bürgerschaft jeweils Nachrücker der betreffenden Parteiliste des jeweiligen Wahlbereichs nach.

## Wahlgebiete und Mandate

### Landtagswahl
Die Freie Hansestadt Bremen ist für die Bürgerschaftswahlen seit 1947 in zwei Wahlbereiche eingeteilt. Der Wahlbereich Bremen umfasst die Stadtgemeinde Bremen, der Wahlbereich Bremerhaven die Stadtgemeinde Bremerhaven. Die Wahlbereiche sind nicht in Wahlkreise unterteilt. Die Wahlbereiche sind im § 5 des Bremischen Wahlgesetzes geregelt.
Die Verteilung der Mandate auf die beiden Wahlbereiche wurde vom Bremer Staatsgerichtshof 2004 für unzulässig erklärt. Bis dahin hatte Bremerhaven 16 Sitze erhalten. Nach der Entscheidung wurde 2006 das Gesetz geändert und die Zahl der Abgeordneten aus Bremerhaven auf 15 gesenkt.
Seit 2007 gehören damit der Bremischen Bürgerschaft (Landesparlament) 83 Abgeordnete an. Von den Mitgliedern der Bremischen Bürgerschaft (Landtag) werden 68 Mitglieder im Wahlbereich Bremen (vorher 67) und 15 Mitglieder im Wahlbereich Bremerhaven (vorher 16) in allgemeiner, unmittelbarer, freier, gleicher und geheimer Verhältniswahl aufgrund von Listenwahlvorschlägen von Parteien und Wählervereinigungen gewählt. Die Wahlvorschläge werden für die Städte Bremen und Bremerhaven getrennt aufgestellt.

### Kommunalwahl
In der Stadt Bremerhaven werden die 48 Mitglieder der Stadtverordnetenversammlung neu gewählt. Wahlgebiet für die Wahl der Stadtverordnetenversammlung der Stadt Bremerhaven ist das Stadtgebiet von Bremerhaven mit 75 Urnen- und 20 Briefwahlbezirken.
Im Gebiet der Stadt Bremen werden die 330 Beiratsmitglieder in den 22 Stadtteilbeiräten neu gewählt. Für die Beirätewahlen im Gebiet der Stadt Bremen ist die Stadt in 22 Beiratsbereiche eingeteilt. Wahlgebiet ist der jeweilige Beiratsbereich. Für die Stimmabgabe werden im Gebiet der Stadt Bremen 335 Urnenwahlbezirke gebildet und für die Briefwahl zusätzlich 82 Briefwahlbezirke.
In der Stadt Bremen und in der Stadt Bremerhaven sind die Wahlbezirke, Wahlräume und Wahlvorstände bei der verbundenen Landtags- und Kommunalwahl jeweils dieselben.

## Liste der Bürgerschaftswahlbereiche
| Nr. | Wahlbereich             | Sitze                                                                                            | Gemeinde    | Ortsteile Bremen/Ortsteile Bremerhaven |
| --- | ----------------------- | ------------------------------------------------------------------------------------------------ | ----------- | --- |
| 1   | Wahlbereich Bremen      | 68 (Landtags-)Abgeordnete, bzw. 330 Beiratsmitglieder in den 22 Stadtteilbeiräten (Kommunalwahl) | Bremen      | Beiratsbereich Ortsteil/Stadtteil Nr. (Keine Angaben zu den 82 Briefwahlbezirken) 1 Ortsteil Blockland (OT 411) 2 Stadtteil Blumenthal (OT 531–535) 3 Ortsteil Borgfeld (OT 351) 4 Stadtteil Burglesum (OT 511–515) 5 Stadtteil Findorff (OT 421–424) 6 Stadtteil Gröpelingen, Ortsteil Industriehäfen (OT 441–445, 122) 7 Stadtteil Hemelingen (OT 381–385) 8 Stadtteil Horn-Lehe (OT 341–343) 9 Stadtteil Huchting (OT 241–244) 10 Stadtteil Mitte (OT 111–113) 11 Stadtteil Neustadt (OT 211–218) 12 Ortsteil Oberneuland (OT 361) 13 Stadtteil Obervieland (OT 231–234) 14 Stadtteil Östliche Vorstadt (OT 311–314) 15 Stadtteil Osterholz (OT 371–375) 16 Stadtteil Schwachhausen (OT 321–327) 17 Ortsteil Seehausen (OT 261) 18 Ortsteil Strom (OT 271) 19 Stadtteil Vahr (OT 331–335) 20 Stadtteil Vegesack (OT 521–525) 21 Stadtteil Walle, Ortsteil Handelshäfen (OT 431–436, 121) 22 Stadtteil Woltmershausen, Ortsteil Neustädter Hafen, Ortsteil Hohentorshafen (OT 251–252, 124, 125) Seit 1991 werden am Tage der Wahl zur Bürgerschaft die Beiräte im Gebiet der Stadt Bremen direkt gewählt, wobei das Stadtbremische Überseehafengebiet Bremerhaven (OT 123) beiratsfreies Gebiet ist. Im Gegensatz zur Bürgerschaftswahl gibt es bei den Beirätewahlen keine (Fünf-Prozent-) Sperrklausel.                     |
| 2   | Wahlbereich Bremerhaven | 15 (Landtags-)Abgeordnete bzw. 48 Mitglieder der Stadtverordnetenversammlung (Kommunalwahl)      | Bremerhaven | 1 Stadtbezirk Nord Urnenwahlbezirk Briefwahlbezirk (###.B99) 11 Weddewarden 1110 Weddewarden 111.01 12 Leherheide 1210 Königsheide 121.01 121.02 121.03 121.04 121.B99 1220 Fehrmoor 122.01 122.02 122.B99 1230 Leherheide-West 123.01 123.02 123.03 123.04 123.05 123.B99 13 Lehe 1310 Speckenbüttel 131.01 131.02 131.03 131.B99 1320 Eckernfeld 132.01 132.02 132.03 132.B99 1330 Twischkamp 133.01 133.02 133.03 133.B99 1340 Goethestraße 134.01 134.02 134.03 134.04 134.B99 1350 Klushof 135.01 135.02 135.03 135.04 135.05 135.06 135.B99 1360 Schierholz 136.01 136.02 136.03 136.B99 1370 Buschkämpen 137.01 14 Mitte 1410 Mitte-Süd 141.01 141.02 141.03 141.B99 1420 Mitte-Nord 142.01 142.02 142.03 142.04 142.05 142.B99 2 Stadtbezirk Süd 21 Geestemünde 2110 Geestemünde-Nord 211.01 211.02 211.03 211.04 211.B99 2120 Geestendorf 212.01 212.02 212.03 212.04 212.05 212.06 212.07 212.B99 2130 Geestemünde-Süd 213.01 213.02 213.B99 2140 Bürgerpark 214.01 214.02 214.03 214.04 214.B99 2150 Grünhöfe 215.01 215.02 215.03 215.B99 22 Schiffdorferdamm 2210 Schiffdorferdamm 221.01 221.02 221.B99 23 Surheide 2310 Surheide 231.01 231.02 231.B99 24 Wulsdorf 2410 Dreibergen 241.01 241.02 241.03 241.B99 2420 Jedutenberg 242.01 242.02 242.03 242.04 242.B99 25 Fischereihafen 2510 Fischereihafen 251.01 |